# Theodoor Galle

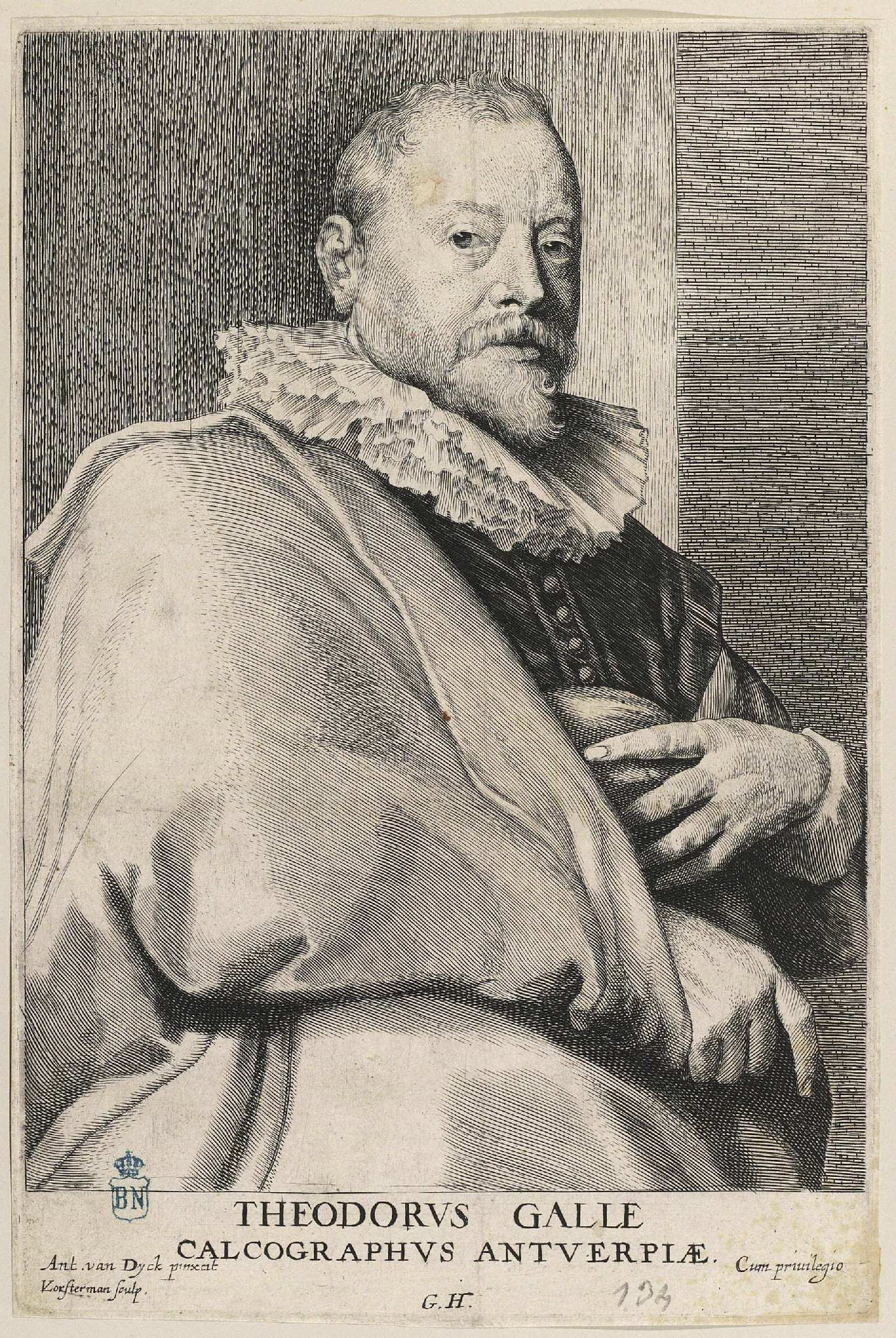
Retrato de Theodoor Galle, 1645. Grabado al aguafuerte y buril de Lucas Vorsterman I por pintura de Anton van Dyck. Biblioteca Nacional de España.

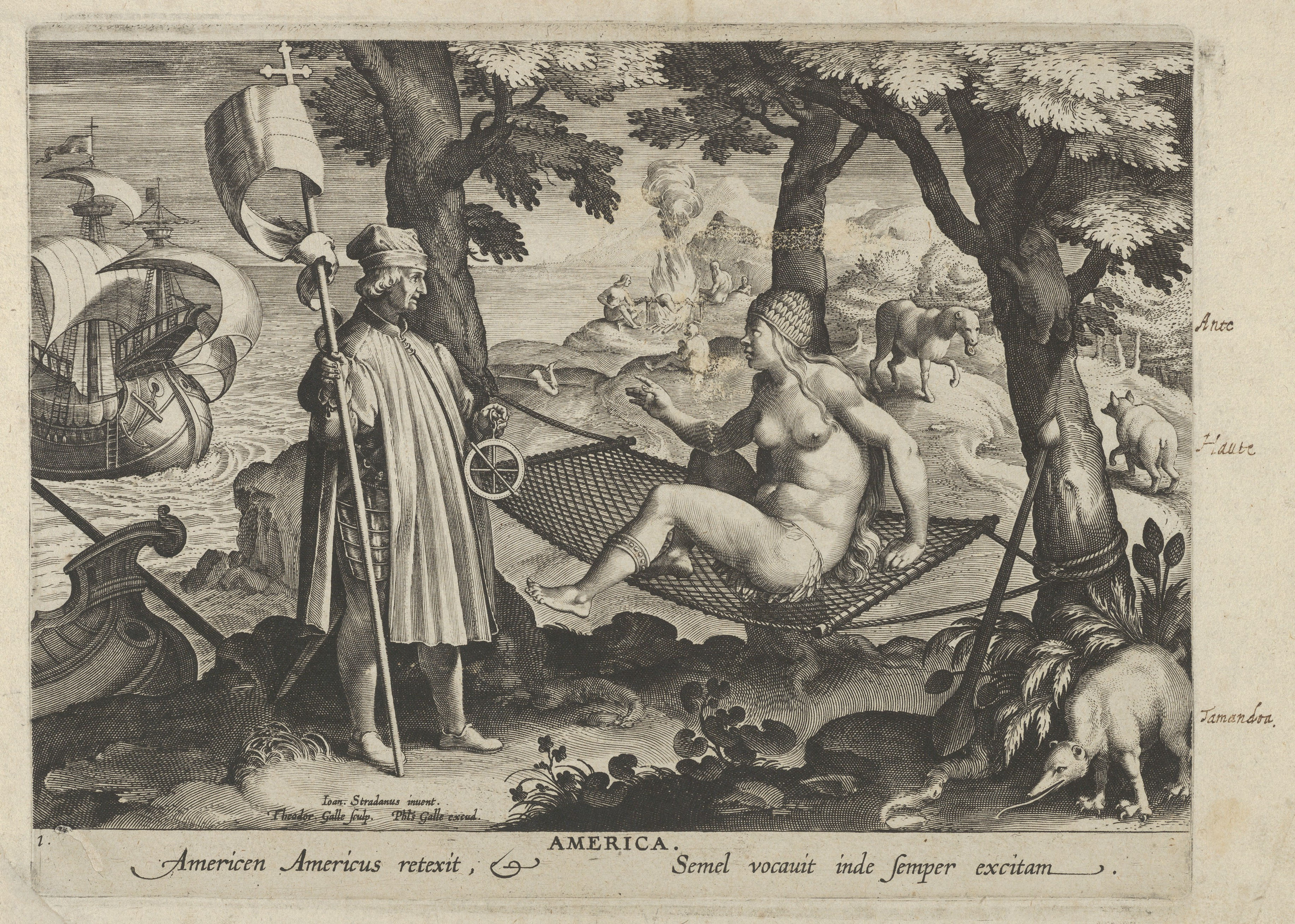
Alegoría del descubrimiento de América. Grabado de Theodoor Galle por dibujo de Jan van der Straet para la serie Nova reperta editada por Philippe Galle, hacia 1600.

Theodoor Galle (Amberes, 1571-1633) fue un grabador a buril y editor flamenco, hijo del también grabador Philip Galle y marido de Catharina Moerentorff (Moretus), hija de Jan Moretus y Martina Plantijn, herederos de la célebre Oficina Plantiniana.

## Biografía
Formado en el taller paterno, completó sus estudios en Roma donde se aplicó al estudio y dibujo de las piezas guardadas en el gabinete de antigüedades de Fulvio Orsini. De vuelta en Amberes en 1596 montó su propio negocio dedicado a la edición y comercio de estampas abiertas por dibujos de su propia invención o según composiciones enviadas desde Italia por Jan van der Straet, entre las que destacan las que forman la serie Nova reperta, con una célebre alegoría del descubrimiento de América junto a los inventos de la pólvora, la brújula o la imprenta. En 1598 publicó en Amberes sus dibujos de antigüedades romanas en ciento cuarenta láminas reunidas en la colección titulada Imagines ex antiquis marmoribus, nomismatibus et gemmis expressæ, quæ extant apud F. Ursinum, de la que salió una segunda edición ampliada y completada con comentarios de Johann Faber, en 1606, en la Oficina Plantiniana regida a la muerte de Cristóbal Plantino por Moretus. Del Missale romanum editado por Moretus también en 1606 se atribuyen a Galle los siete marcos ornamentales con escenas bíblicas, además de encargarse de retocar varias de las viejas planchas de Marten de Vos y Jan Collaert que habían sido empleadas en ediciones anteriores del misal, desde 1588, y de ocuparse de la estampación de los grabados, de los que llegaron a hacerse ochocientas copias. Para la edición del Missale de 1613, la última en que se emplearon estas láminas, hecha ya bajo la responsabilidad de los hijos de Moretus, Rubens proporcionó los dibujos para dos nuevas estampas, siendo la primera vez en que colaboraba con la imprenta plantiniana para la que llegó a proporcionar una treintena de dibujos. Aunque no firmados, los grabados realizados a partir de los dibujos de Rubens se han atribuido a Theodoor Galle, al que corresponden con seguridad en esa edición del misal La adoración de los magos y la Ascensión de Cristo.
Con su hermano Cornelis Galle I colaboró en series como la dedicada a la vida de san Ignacio de Loyola, con textos de Pedro de Ribadeneira (Vita beati patris Ignatii Loyolae religionis Societatis Iesv fvndatoris ad vivvm expressa, Amberes, 1610). Firmó también algunos retratos (Justo Lipsio, Manuel Crisoloras) y los frontispicios de varios de los libros salidos de las prensas de los herederos de Plantino, entre ellos el del Breviarium romanum, por dibujo de Rubens (1613).
Miembro de la guilda de San Lucas de Amberes como maestro grabador desde 1595, en el periodo 1609-1610, bajo el decanato de Hendrick van Balen, fue elegido vicedecano y decano para el curso 1610-1611. Fue también miembro de la cámara de retórica La Violette. De su matrimonio con Catharina Moerentorff, celebrado en la catedral de Nuestra Señora de Amberes el 2 de agosto de 1598, nacerían cuatro hijos. Uno de ellos, Joannes Galle (1600-1676), sería también grabador, formado con él. Además se conocen los nombres de tres de sus aprendices: Gilles Verschooren, Corneille Tielemans y Augustin Suárez.